# Grobla

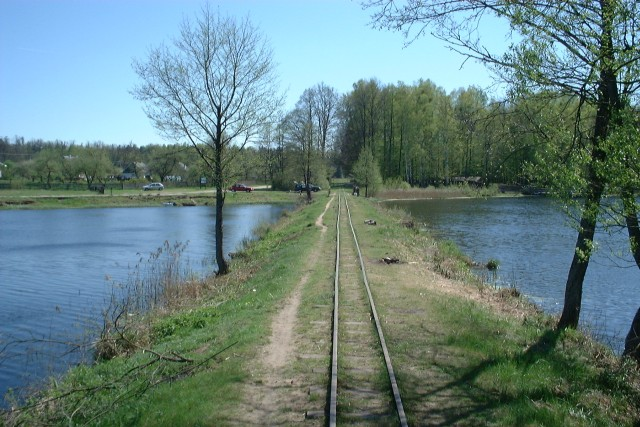
Grobla na Jeziorze Topiło

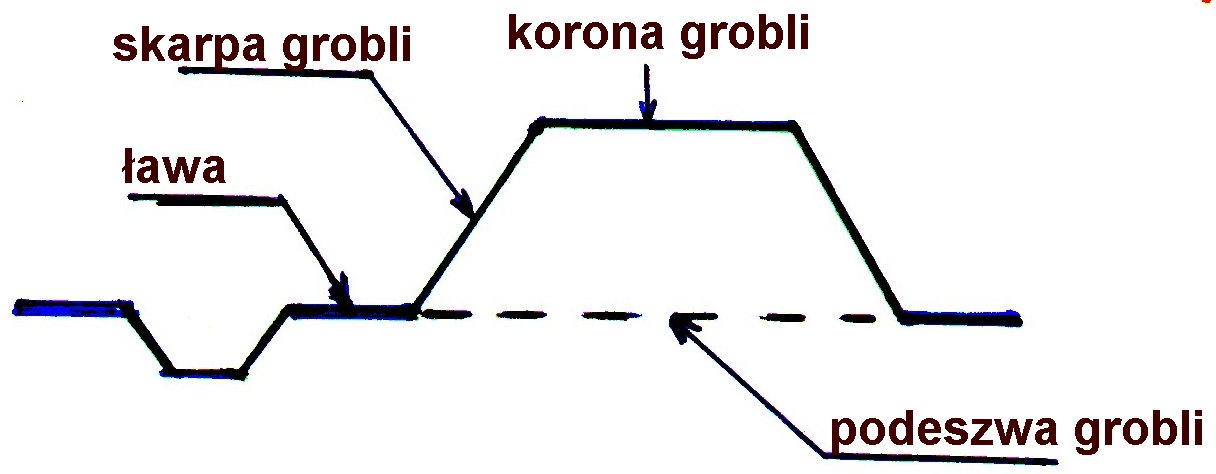
Schemat (przekrój) grobli

Grobla – wał ziemny zatrzymujący i utrzymujący wodę w sztucznym zbiorniku, np. stawie, kanale itp.

## Budowa
- podeszwa – szeroka podstawa, która zwęża się ku górze
- odkosy – boczne skarpy grobli
- korona – górna pozioma płaszczyzna

## Wykorzystanie
- utrzymywanie wody na powierzchni terenu w kwaterach tzw. nawadnianie zalewowe
- wzdłuż rowów odprowadzających w celu umyślnego utrzymania wody powyżej terenu.